# Madison County, Virginia
Madison County är ett administrativt område i delstaten Virginia, USA, med 13 308 invånare. Den administrativa huvudorten (county seat) är Madison. 
Del av Shenandoah nationalpark ligger i countyt. 

## Geografi
Enligt United States Census Bureau har countyt en total area på 833 km². 832 km² av den arean är land och 1 km² är vatten.  

### Angränsande countyn
- Page County - nordväst
- Rappahannock County - norr
- Culpeper County - öster
- Orange County - sydost
- Greene County - sydväst